# Helenenturm (Witten)

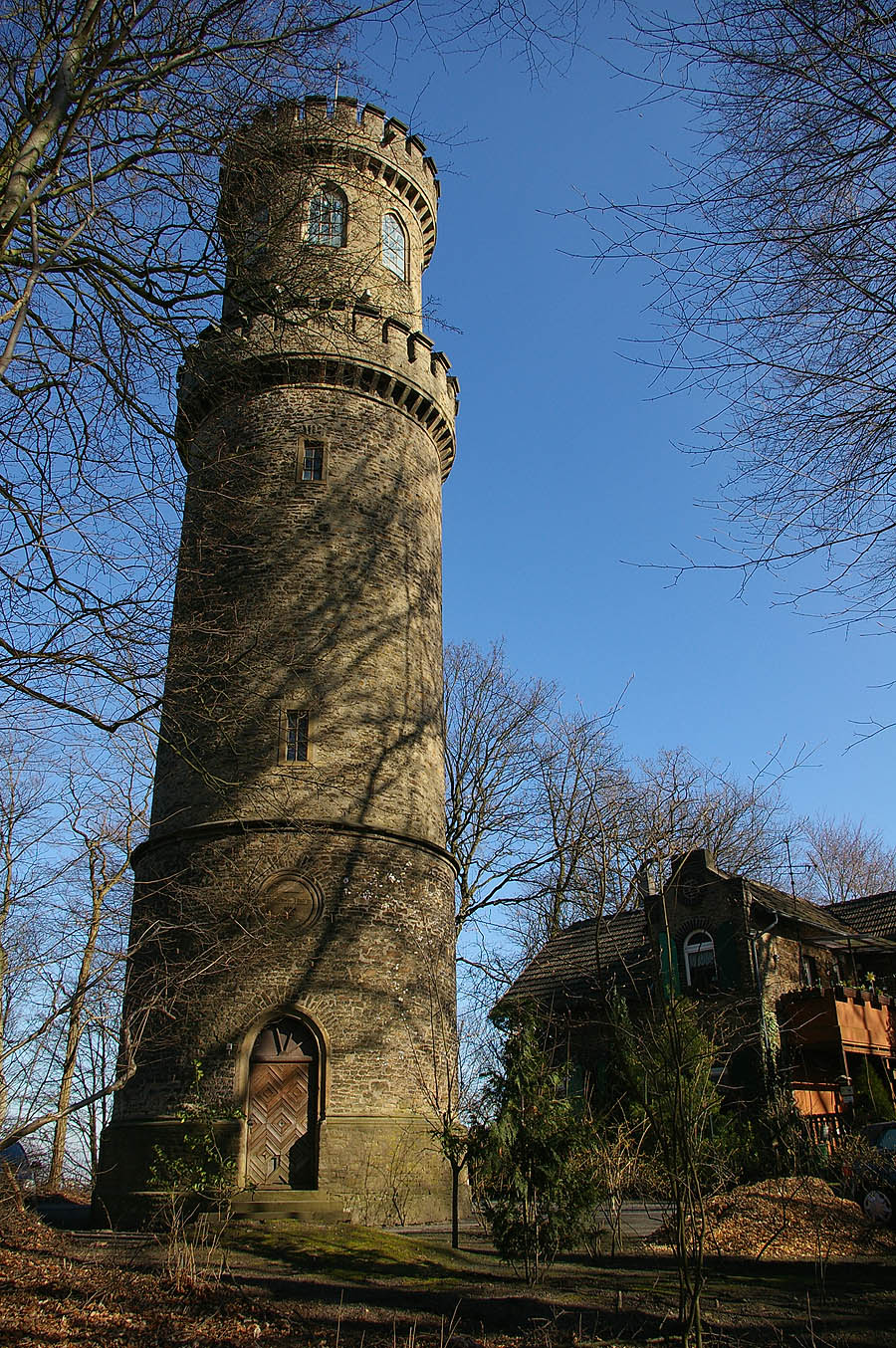
Helenenturm, 2007

Der Helenenturm ist ein 30 Meter hoher Aussichtsturm in Witten, erbaut 1858 als Privatdenkmal des Justizrats Eduard Strohn zu Ehren seiner Frau Helene Strohn geb. Lohmann. Sie starb nach einem Prozess um Fährentgelte zwischen der Familie und dem preußischen Staat. Der Bau des Turms wurde mit den in diesem Prozess zugesprochenen Entschädigungen finanziert.
Seit 1909 ist der Turm Eigentum der Stadt Witten. 1985 wurde er unter Denkmalschutz gestellt.

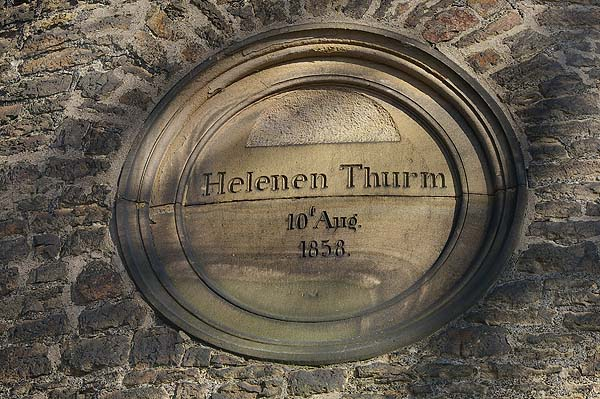
Inschrift

Der Turm steht in Witten-Mitte im Stadtteilbezirk Oberdorf-Helenenberg. Vom Turm aus, auf dem Helenenberg, einem der letzten Ausläufer des Ardeygebirges, hat man einen Blick über weite Teile des Stadtgebietes sowie, bei guten Witterungsverhältnissen, bis hinein nach Bochum und Dortmund. Dieser Ausblick inspirierte 1886 den Hoffotografen Friedrich Goebel zur Erstellung einer 360-Grad-Panoramafotografie der Stadt.
Von 2021 bis 2023 wurde der Turm saniert. Er wird zurzeit nur zu besonderen Anlässen (z. B. am Tag des offenen Denkmals) und auf Anfrage geöffnet.